# 于戈·勒格朗
于戈·勒格朗（法語：Ugo Legrand，1989年1月22日—），生于蒙圣艾尼昂，法国男子柔道运动员。他曾代表法国参加2012年夏季奥林匹克运动会柔道比赛，获得男子73公斤级铜牌。